# Cyclura cornuta
Cyclura cornuta és una espècie de sauròpsid (rèptil) escatós de la família Iguanidae que viu a les illes de La Hispaniola (República Dominicana, Haití) i Puerto Rico, així com diverses petites illes al sue voltant (Illa Beata, La Gonave, Illa de la Tortuga, illa Grande Cayemite, illa Petite Cayemite, Isla Saona, Illa Cabritos, Illa Navassa, Isla Mona).

## Subespècies
Existeixen dues subespècies:
- Cyclura cornuta cornuta
- Cyclura cornuta onchiopsis - endèmica de l'illa Navassa